# Corydalis crispa
Corydalis crispa är en vallmoväxtart. Corydalis crispa ingår i släktet nunneörter, och familjen vallmoväxter.

## Underarter
Arten delas in i följande underarter:
- C. c. crispa
- C. c. laeviangula